# Franco Bile
Franco Bile (Napoli, 14 marzo 1929 – Roma, 29 aprile 2022) è stato un magistrato italiano, presidente della Corte costituzionale dall'11 luglio 2006 all'8 novembre 2008.

## Biografia
Laureato in giurisprudenza, nel 1954 entra in magistratura e già nel 1957 viene chiamato all'Ufficio Massimario della Corte di Cassazione. Dal 1959 al 1970 svolge la funzione di pretore a Roma, finché entra nella Corte di Cassazione come consigliere della III Sezione civile. Nel 1999 viene nominato Presidente Aggiunto della Corte fino a presiederne le Sezioni Unite.
Il 29 ottobre 1999 viene eletto giudice costituzionale dai giudici della Corte di Cassazione, giura l'8 novembre 1999. Svolge spesso la funzione di relatore in tema di Diritto Civile intervenendo su importanti decisioni in materia di rapporti tra Stato e Regioni alla luce della riforma del Titolo V della Costituzione.

Il 10 novembre 2005 viene nominato vicepresidente dal neoeletto presidente Annibale Marini e l'11 luglio 2006 diviene il 31º presidente della Corte costituzionale; cessa dalla carica l'8 novembre 2008.
Al contempo svolge un'intensa attività scientifica e culturale; dal 1998 al 2004 è stato Presidente onorario dell'Associazione Melchiorre Gioia, dove apporta nei congressi annuali il suo qualificato contributo in tema di danno alla persona e risarcimento da illecito civile nonché in tematiche relative alla responsabilità professionale medica.
Nel 2016 firma l'appello de Il Fatto Quotidiano a sostegno delle ragioni per il "No" per il referendum costituzionale sulla riforma Renzi-Boschi.